# 주칭다오 대한민국 총영사관
주 칭다오 대한민국 총영사관은 1994년 중화인민공화국 칭다오에 개설된 대한민국 외교부 소속의 총영사관이다.

## 공관 연혁

### 임시정부기
- 1946년: 대한민국임시정부가 화북구 한교선무단 칭다오 분단(華北區韓僑宣撫團靑島分團)을 창설했다. 조지영(趙志英)이 분단장으로 취임했다.[2]
- 1947년: 한국주화대표단 화북판사처 칭다오 사무소(韓國駐華代表團華北辦事處靑島事務所)으로 개편했다. 조경연(趙敬淵)과 조지영이 각각 소장·부소장으로 취임했다.[2]
- 1948년 1월 28일: 칭다오에는 한교 철수와 함께 주 칭다오 한국사무소를 폐쇄했다.[2]

### 대한민국 수립 후
- 1994년 9월 12일: 주 칭다오 총영사관 개관. 당시 주소: 왕조호텔(王朝大酒店).[1]
- 2001년 5월 1일: 청사는 라오산 구 한중상무센터(韩中贸易中心)로 이전했다.[1]
- 2006년 4월 28일: 청사는 라오산 구 홍콩동로 101번지(香港东路101号)로 이전했다.[1]
- 2015년 11월 23일: 현 청사로 이전했다.[1]

## 역대 공관장
| 대수          | 성명           | 임기                               |
| ------------- | -------------- | ---------------------------------- |
| 제1대 총영사  | 김호태(金浩泰) | 1994년 8월 16일 ~ 1996년 8월 10일  |
| 제2대 총영사  | 한화길(韓和吉) | 1996년 8월 29일 ~ 1998년 8월 27일  |
| 제3대 총영사  | 전형수(全鎣洙) | 1998년 9월 23일 ~ 2000년 3월 6일   |
| 제4대 총영사  | 금병목(琴秉穆) | 2000년 3월 10일 ~ 2002년 8월 19일  |
| 제5대 총영사  | 박종선(朴鍾先) | 2002년 8월 22일 ~ 2004년 3월 10일  |
| 제6대 총영사  | 신형근(辛亨根) | 2004년 3월 15일 ~ 2006년 9월 18일  |
| 제7대 총영사  | 김선흥(金善興) | 2006년 9월 22일 ~ 2009년 2월 26일  |
| 제8대 총영사  | 유재현(兪載賢) | 2009년 4월 23일 ~ 2012년 2월 25일  |
| 제9대 총영사  | 황승현(黄勝炫) | 2012년 2월 29일 ~ 2015년 3월 27일  |
| 제10대 총영사 | 이수존(李壽尊) | 2015년 4월 8일 ~ 2018년 1월 2일    |
| 제11대 총영사 | 박진웅(朴鎭雄) | 2018년 1월 10일 ~ 2020년 11월 27일 |
| 제12대 총영사 | 김경한(金敬翰) | 2020년 12월 4일 ~ 2024년 1월 26일  |
| 제13대 총영사 | 류창수(柳昌秀) | 2024년 1월 27일 ~                  |

## 같이 보기
- 대한민국의 재외공관 목록
  - 주중국 대한민국 대사관
  - 주광저우 대한민국 총영사관
  - 주상하이 대한민국 총영사관
  - 주시안 대한민국 총영사관
  - 주우한 대한민국 총영사관
  - 주홍콩 대한민국 총영사관
- 중화인민공화국 주재 외국공관 목록
- 대한민국-중화인민공화국 관계